# Basile Boli
Basile Boli (* 2. Januar 1967 in Abidjan, Elfenbeinküste) ist ein ehemaliger französischer Fußballspieler.
In seiner Karriere, die er 1982 gemeinsam mit seinem älteren Bruder Roger bei der AJ Auxerre begann und 1997 bei Urawa Red Diamonds in Japan beendete, war er in den Profiligen Frankreichs, Schottlands und Japans aktiv. Zudem spielte er von 1986 bis 1993 in der Nationalelf. 1989 wurde er mit der Étoile d’Or ausgezeichnet.
Boli wurde mit den Erfolgen von Olympique Marseille berühmt: 1991 und 1992 sicherte sich der Verein den schon 1989 und 1990 erworbenen Ligue-1-Titel, in der UEFA Champions League 1992/93 entschied er das Finale gegen die AC Mailand (1:0) durch ein Kopfballtor.
2018 nahm er an der neunten Staffel der französischen Tanzshow Danse avec les stars teil.